# Wrocław
Wrocław ([ˈvrɔtswaf]ⓘ; Duits: Breslau, Silezisch-Duits: Brassel, Jiddisch: Bresle;  Tsjechisch: Vratislav; Latijn: Vratislavia) is een stad in Centraal-Europa in het zuidwesten van Polen, gelegen aan de rivier de Oder. In Wrocław kruisten twee handelsroutes: Via Regia en de Barnsteenroute. De stad behoorde tot de Hanze. Wrocław is de belangrijkste historische stad van Silezië en was de hoofdstad van de Pruisische later Duitse provincie Neder-Silezië. Sinds 1999 is Wrocław de hoofdstad van de Poolse woiwodschap Neder-Silezië. Tevens is het een bisschopsstad.
Wrocław telt 673.743 inwoners (31.12.2023), waarmee het de derde stad van Polen is. In 1871 was het als Breslau de derde stad van Duitsland, na Berlijn en Hamburg.

## Geschiedenis

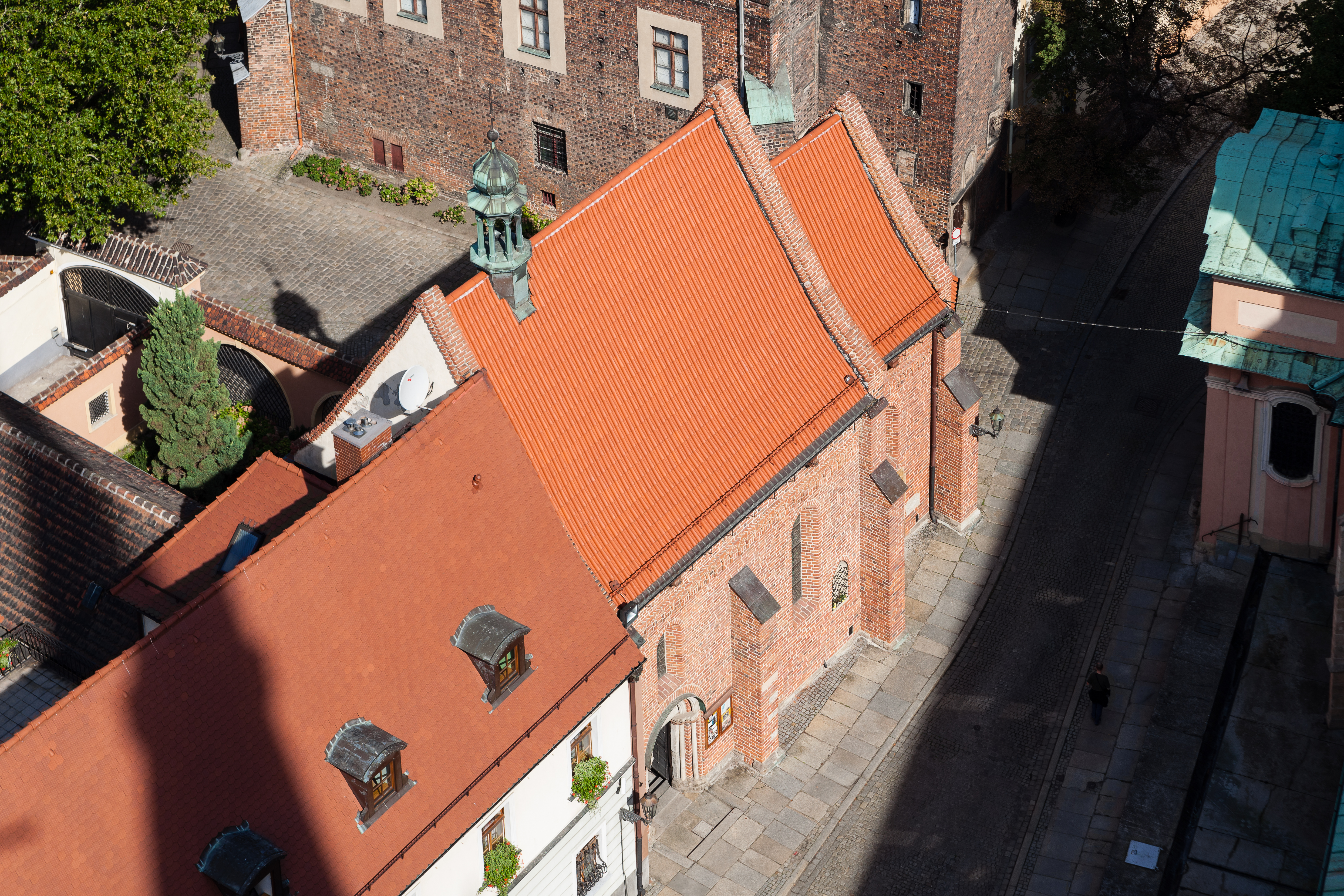
De Sint-Aegidiuskerk, gebouwd door de heilige Hedwig von Andechs, echtgenote van de hertog van Silezië. De kerk werd gebouwd in de jaren 1241-42 na de Mongolenstorm en slag bij Wahlstatt.

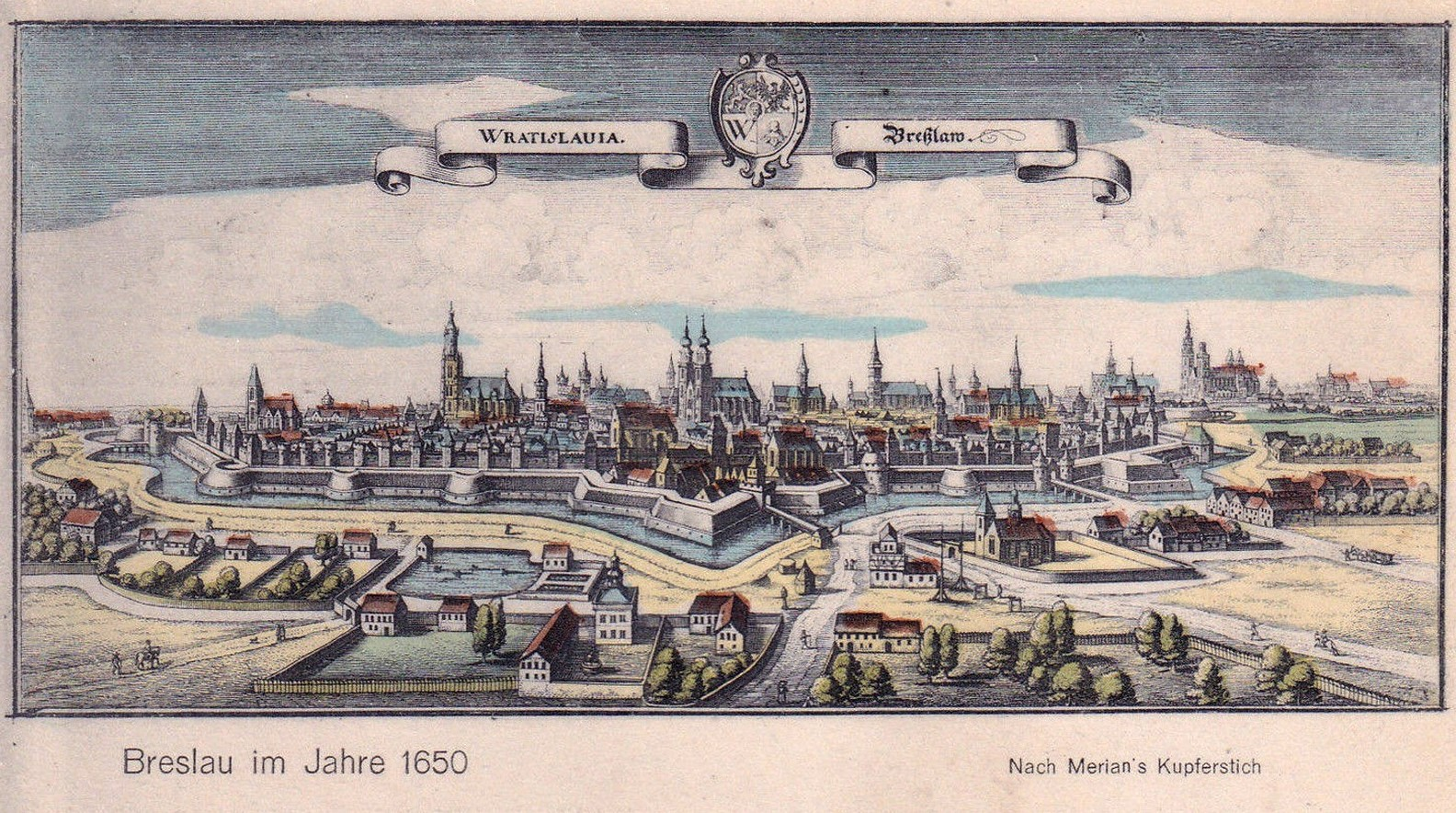
Breslau rond 1640

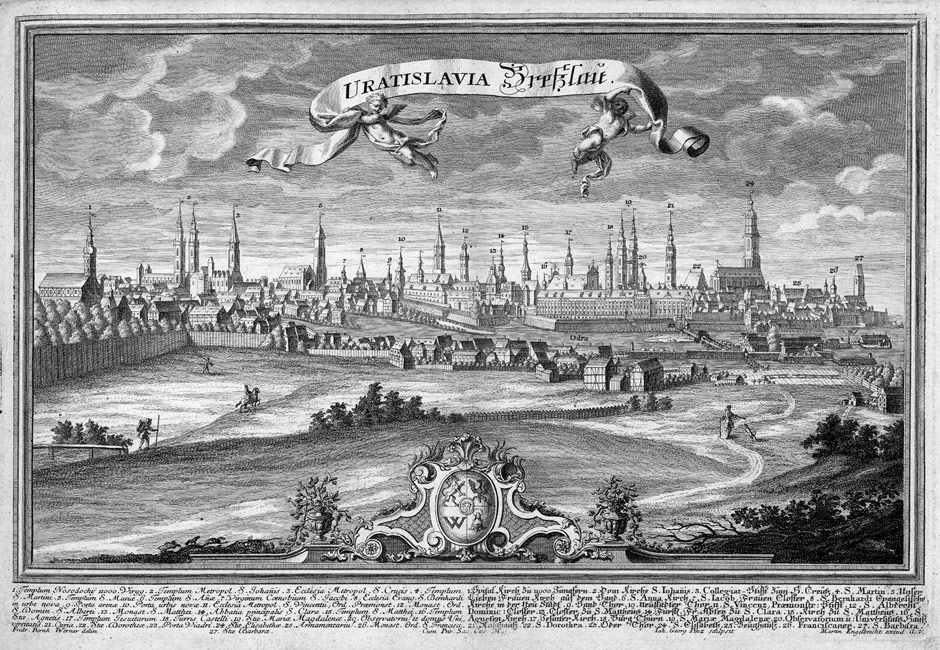
Breslau rond 1736.

Wrocław ligt centraal als verkeersknooppunt en bovendien in een vruchtbare landbouwstreek in Neder-Silezië, het gebied waar als oudste bij naam bekende volken de Germaanse Silingen en Lugiërs woonden. Na hun westwaartse vertrek werden zij in de 6e eeuw vanuit het oosten opgevolgd door West-Slavische volken. Om de belangrijke handelsnederzetting te beschermen en te controleren werd rond het jaar 800 een burcht aangelegd door het adellijke geslacht van de Přemysliden van wie Vratislav I van Bohemen een belangrijke voorvader was. Gelatiniseerd leefde deze naam al die tijd als Vratislavia voort. In de Middeleeuwen werd de stad in het Duits Preßlau, Breslaw en ten slotte Breslau genoemd. In het Pools bleef de naam Vratislav in Wrocław (een verkorting van Wrocisław) behouden.
Voor het jaar 1000 trachtten zowel de hertogen van Polen als de hertogen van Bohemen hun gezag in dit gebied te vestigen en na een korte periode waarin de laatsten dominant waren, slaagde hertog Bolesław I van Polen erin de vesting Vratislava in het jaar 990 te onderwerpen. Later in de elfde eeuw kwam het tot opstanden tegen de Poolse heerschappij. Om de Poolse invloed te versterken stichtte Bolesław ter plaatse een bisdom, vallende onder de Poolse kerkprovincie van het aartsbisdom Gnesen, terwijl het aartsbisdom Maagdenburg zich ook in Silezië probeerde te vestigen. Om de Poolse koningen op afstand te kunnen houden, verbonden de hertogen van Silezië - ze zouden uitgroeien tot vier verschillende families met elk een eigen hertogdom - zich opnieuw met de koningen van Bohemen en Moravië (het hedendaagse Tsjechië). Om hun onafhankelijkheid te bewaren was het de strategie van de Silezische hertogen de Poolse en de Boheemse koningen tegen elkaar uit te spelen. Om de nederzetting bij de burcht van de hertog van Vratislava/Breslau werd een aarden wal aangelegd als bevestiging en daarbinnen werden de eerste kerken van hout opgericht. Eerste bewoners waren Joden, Denen, Walen en Duitsers in de toen zeer nog ruime zin van het begrip (ook Vlamingen behoorden daartoe), en natuurlijk ook Slavische Sileziërs uit de directe omgeving. Ze woonden in afzonderlijke wijken. De ontwikkeling van een inheemse Slavische burgerij werd geremd door de horigheid die de Poolse adel hun oplegde en wilde blijven handhaven. Mede daarom verleenden begin 13e eeuw de hertogen en de burchtheer privileges aan handelaren en handwerkers uit het Heilige Roomse Rijk om zich onder hun eigen recht in de stad te vestigen, waardoor de stad een Duits karakter zou krijgen. Dit vond plaats in het kader van een expansie van het Rijk die de Poolse koningen als bedreiging te lijf gingen. Met succes want in 1109 werd de Rooms-Duitse keizer Hendrik V verslagen door Poolse troepen in de slag bij Hundsfeld (het huidige Psie Pole), en moesten de Silezische hertogen zijn gezag aanvaarden maar daarna wendde de Silezische adel zich toch gaandeweg af van de Poolse koning. In 1146 zwoer als eerste hertog Wladislaus de Balling de leenseed aan de Rooms-Duitse koning Koenraad III van Hohenstaufen. In de twee eeuwen daarna zouden alle Silezische hertogen hun leenheer binnen het Heilige Roomse Rijk zoeken en die was in 1326 de koning van Bohemen geworden. Omdat Bohemen tot het Duitse Rijk behoorde, was Silezië zodoende ook een deel van dat Rijk geworden.
In 1241 werd de enkele duizenden inwoners tellende stad door de Mongoleninval afgebrand en uitgemoord. Daarna werd de wederopbouw in handen gegeven van kolonisten uit het Duitse Rijk die de stad verzelfstandigden met eigen, zogenaamd Duitse, stadsrechten (1262). Daarin waren autonome rechtspraak en de inrichting van vertegenwoordigende raden en gilden met hun monopolies geregeld. Deze monopolies op handel en productie tot in de wijde omgeving gaven een grondslag aan de economie van de stad. De aarden omwalling werd versterkt met stenen muren en de bevolking vertienvoudigde in deze veiliger omgeving in een eeuw.
In de loop van de 15e eeuw verzwakte de zelfstandigheid van Bohemen en in 1526 verwierf het huis Habsburg het koningschap van Bohemen. Silezië zou dientengevolge ook Habsburgs en nauw aan Oostenrijk verbonden worden. De inmiddels in het westelijke deel van Silezië (Neder-Silezië) grotendeels Duitstalig geworden bevolking, ging in deze tijd, door haar intensieve contacten met Thüringen en Saksen, grotendeels over tot het lutheranisme. In 1523 gebeurde dat als eerste in Breslau waar alleen een minderheid, die binnen de bisschoppelijke en kloosterlijke gerechtigheden leefde, rooms zou blijven. Nadat Habsburg in 1621 met geweld de oppositie van de Boheemse standen had neergeslagen, werd in Bohemen de contrareformatie op drastische wijze ingevoerd. In Silezië werden de lutheranen nog wel geduld maar moesten zij overal de kerken afstaan. Alleen in enkele machtige hertogdommen rondom Breslau, te weten (Wohlau, na 1945 Wolow, Liegnitz, nu Legnica, Brieg, nu Brzeg en Oels, nu Olesnica) bleef het lutheranisme voorlopig nog wel dominant. Elders werd de katholieke orde hersteld, vaak met een verdrijving van protestanten, of op zijn hoogst met het gedogen van hun aanwezigheid, zonder recht op kerken en gemeenschapsgebouwen. De Breslauer burgerij was te machtig om te kunnen worden gedwongen, maar moest haar geloof wel op veel bescheidener wijze gaan belijden. Het rooms-katholieke leven werd sindsdien door de Habsburgse Oostenrijkers feestelijk en triomfantelijk vormgegeven; een hogeschool onder leiding van jezuïeten moest daarvoor het intellectueel-godsdienstige leven gaan funderen. Om zich van die invloed te kunnen ontdoen, vroeg Breslau in 1633 tevergeefs de status van vrije Duitse rijksstad aan. De stad verloor veel van zijn macht door plunderingen van Silezië in de uitgebroken Dertigjarige Oorlog (1618-1648). De helft van de bevolking stierf aan de pest en de stad, met het omringende land, zakte weg in een lange periode van stagnatie, wat overigens een opbloei van (Duitstalige) (religieuze) literatuur en kunst niet in de weg stond. Daaraan zijn de namen verbonden van Martin Opitz, Friedrich von Logau, Daniel Caspar von Hohenstein, Christoph Köhler, Wenzel Scherffer von Scherffenstein, en Dorothea Eleonore von Rosenthal, en na afloop van de oorlog Andreas Gryphius, Christian Hofmann von Hofmannswaldau, Daniel Casper von Lohenstein. Onder invloed van de verwoestende oorlog deed zich een bijzondere, van de wereld afgewende, religieuze ontwikkeling voor in de 'Silezische mystiek' en daaraan zijn de namen van Angelus Silesius (Johannes Scheffler), Abraham von Frankenberg, Christian Knorr von Rosenroth en Daniel Czepko von Reigersfeld verbonden. Economisch zou Silezië echter minder bloei vertonen en een periode van meer dan twee eeuwen stagnatie tegemoet gaan. De contrareformatie was daarbij niet bevorderlijk voor materiële ontwikkeling. De lutherse bevolking van Breslau en die van de genoemde lutherse hertogdommen behield een zekere mate van godsdienstvrijheid, maar lutheranen in katholieke Silezische hertogdommen moesten ondergronds hun geloof gaan belijden en weken voor vervolging vaak uit over de grens naar Polen, waar ze door de Poolse adel bepaalde grensgemeenten in Groot Polen (later Posen of Poznan geheten), toegewezen kregen als vrijplaats om zich te vestigen of hun godsdienstoefeningen te houden. Niet uit verdraagzaamheid maar omdat die adel grote verwachtingen had van de, over deze nijvere vluchtelingen te heffen, belastingen. Vanuit het tolerante Breslau werden ze dan met opleidingen voor hun predikanten en de uitgave van religieuze werken gesteund, en overigens ook de Poolse protestanten die na de contrareformatie hier en daar in Polen nog in schuilgemeenten konden voortbestaan, kregen vanuit Breslau steun met een theologische opleiding en de uitgave van Poolstalige godsdienstige literatuur.
In 1741 veroverde Frederik de Grote van Pruisen Silezië, en dat was een bevrijding voor de lutherse meerderheid en geen al te grote nederlaag voor de katholieken, die in het bezit bleven van de meeste kerken, waaronder die welke de Habsburgers eerder aan de protestanten ontnomen hadden. Langzaam herstelde Breslau zich als Pruisische provinciehoofdstad, wat vooreerst niet in de schone kunsten en de literatuurproductie tot uitdrukking komt: alleen een langjarig verblijf in de stad van de grote verlichte literator Gotthold Ephraim Lessing is te vermelden. De hele 18e eeuw bleef Silezië oorlogstoneel tussen Pruisen en Oostenrijk omdat de Habsburgers herhaaldelijk hoewel tevergeefs poogden hun vroegere provincie terug te veroveren. Daarna zou de oorlogsdruk niet ophouden want de Franse keizer Napoleon gebruikte een aantal garnizoenssteden als uitvalsbases tegenover Rusland en Oostenrijk, juist in dit strategische doorgangsgebied. Pas nadat Napoleon van het toneel verdween, werden in Breslau de stadbevestigingen gesloopt en de kloosters geseculariseerd. De universiteit van Frankfurt an der Oder verhuisde hierheen en het door de Habsburgers opgerichte Jesuitencollege moest zich in 1811 met haar verenigen in de "Viadrina Wratislaviensis" tot een godsdienstig paritaire universiteit die in 1911 werd omgedoopt tot Friedrich-Wilhelms-Universität. Het katholieke bisdom Breslau werd in 1821 losgemaakt van het (Poolse) aartsbisdom Gniezno. Omdat Polen door de ‘delingen’ dan grotendeels onder Rusland is gevallen, waar het Poolse nationale zelfbewustzijn werd onderdrukt, zou Breslau zich tot een uitwijkplaats gaan ontwikkelen voor Poolse nationale ballingen. Door de vriendelijke verstandhouding tussen Pruisen (Duitsland) en Rusland werd hun werkingsveld later weer ingeperkt en moesten zij uitwijken naar Krakau dat toen onder Oostenrijk ressorteerde, en waar een Pools nationaal klimaat binnen zekere grenzen wel getolereerd bleef.

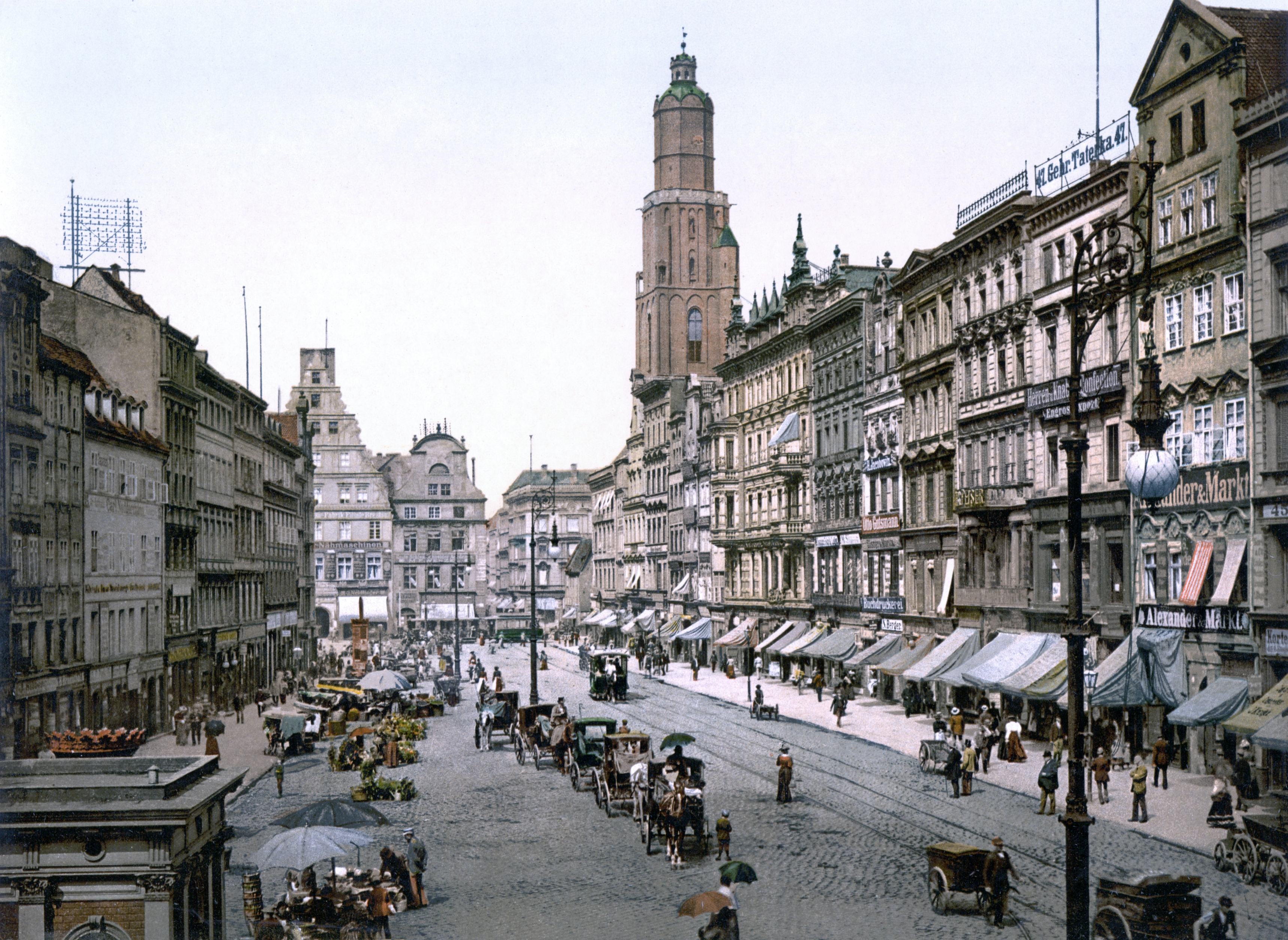
Marktplein in Breslau aan het eind van de 19e eeuw

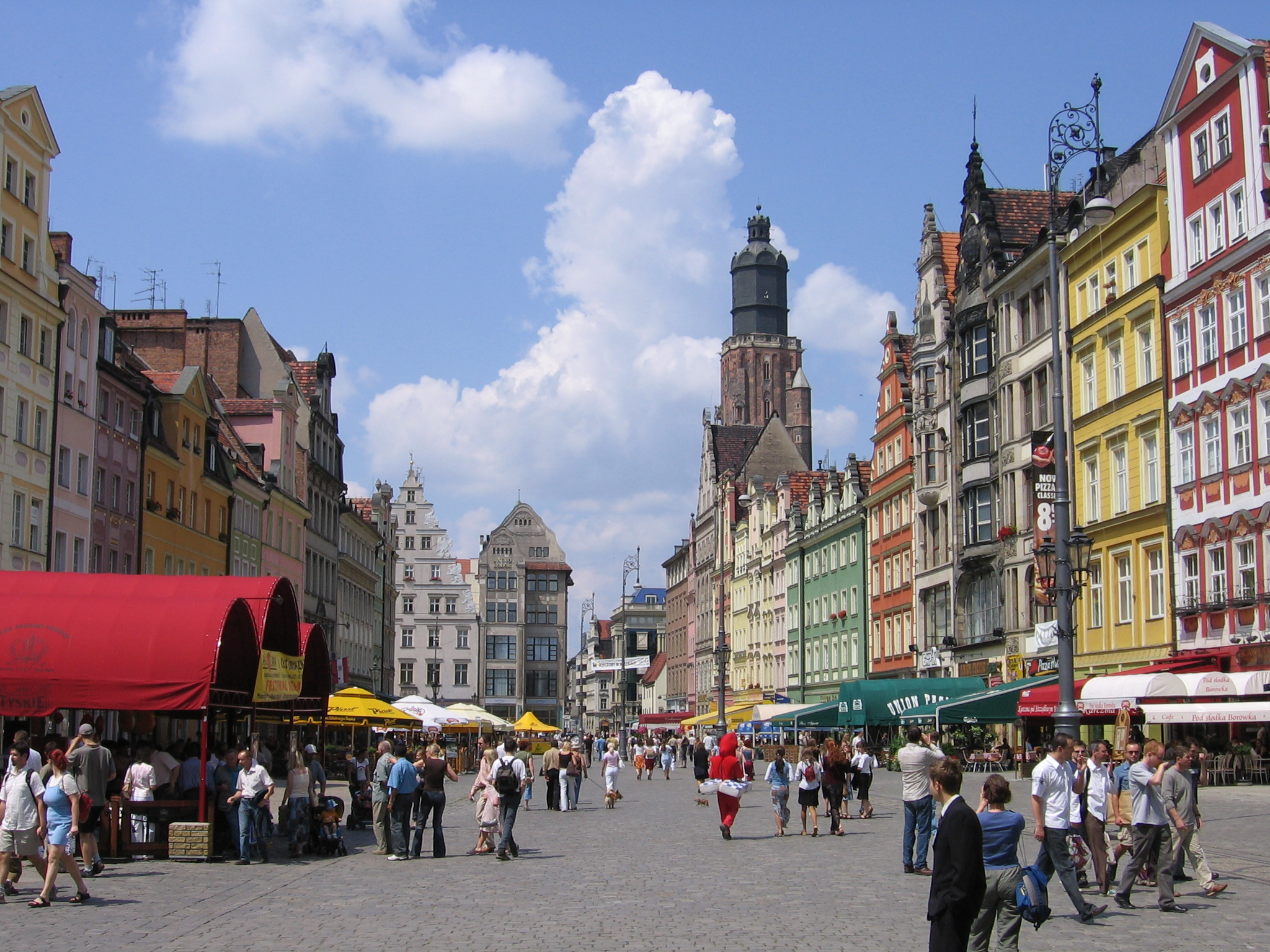
Hetzelfde plein in 2005

Na twee eeuwen stagnatie, althans zeer langzame groei, zou Breslau zich in de 19e eeuw stormachtig ontwikkelen als industriestad en dat bracht de bevolking - aan het einde van de eeuw in grootte de derde van het Duitse keizerrijk - van honderdduizend op een half miljoen. Voor de sociale verhoudingen had dat ook negatieve gevolgen: meer dan de helft van de bewoners moest door de armenkassen ondersteund worden en dat was tweemaal zo veel als in de andere Duitse steden. De naar grootte tweede joodse gemeente van het Duitse Rijk met een vermaard Jüdisch-Theologisches Seminar (1853) - onder leiding van Zacharias Frankel - ontwikkelde zich hier tot bloei. Door de nabijheid van Polen bleven nauwe banden met het Oost-Europese Jodendom bestaan, meer dan in Berlijn en Frankfurt am Main, waar de joodse instellingen nationaal Duits georiënteerd wilden zijn. Ook de arbeidersbeweging vormde hier een van haar brandpunten, met als voor heel Duitsland belangrijke leider Ferdinand Lassalle, niet toevallig ook van joodse afkomst. Hij was een van de oprichters van de Allgemeiner Deutscher Arbeiterverein (ADAV), voorloper van de sociaaldemocratische SPD. Ook cultureel werd de stad een modern brandpunt en dat demonstreert de Jahrhunderthalle, in 1913 naar een ontwerp van de architect Max Berg gebouwd als een gedurfde koepelconstructie van gewapend beton, een voor de tijd zeer modern materiaal. Kort daarvoor kreeg de stad in 1910 een Technische Universiteit (Technische Hochschule Breslau, thans Politechnika Wrocławska). In 1905 was 57,5 % van de bevolking luthers-evangelisch en 36,6 % rooms-katholiek. In 1910 was de moedertaal van 95,71 % Duits, 2,95 % Pools of Opper-Silezisch, 0,68 % Tsjechisch, 0,67 % zowel Duits als Silezisch-Pools. In 1910 werd de Technische Universität Breslau opgericht. Onder de inheemse bevolking kwam geen Poolstaligheid voor en de bijna 4% Poolstaligen waren voornamelijk uit Opper-Silezië hierheen gemigreerd.
Na de Eerste Wereldoorlog, ten tijde van de Weimarrepubliek, behielden de sociaaldemocraten in het gemeentebestuur de overhand tot Hitlers NSDAP in de verkiezingen van 1933 met 51,17 % van de stemmen krap de meerderheid verkreeg. Hiermee begon de nationaalsocialistische tijd in Breslau die voor de stad tragisch zou eindigen. De Joodse gemeenschap werd geëlimineerd. Breslau werd in 1944 door luchtbombardementen direct in de oorlog betrokken, en vervolgens door Sovjettroepen in de as gelegd tijdens hun omsingeling nadat de nazi’s de stad tegen alle militaire logica in tot vesting hadden verklaard. In 1939 was Breslau de derde stad van Duitsland met meer dan 650.000 inwoners (stadskern). Na de vlucht van de nazitop greep de bevolking de kans om aan Sovjet-wraak te ontkomen door naar het nabije Reuzengebergte (Karkonosze) te vluchten. Driekwart zocht daar een schuilplaats en velen kwamen weer terug toen de Sovjetbezetting van Silezië een feit was. In de zomer van 1945 bleken er nog driehonderdduizend bewoners, de helft van het oorspronkelijke aantal, in de stad te zijn. 
Tachtig procent van haar bouwsubstantie ging aan het eind van de oorlog verloren of werd zwaar beschadigd, en in de eerste jaren na de oorlog zou het verval doorgaan. Pas in de jaren vijftig werd een omvangrijk restauratieprogramma ter hand genomen, toen definitief vaststond dat Breslau de Poolse stad Wrocław zou worden. Inmiddels was dit Wrocław in handen van de Poolse overheden gegeven, en de Duitse bevolking waarvan er nog 300.000 waren overgebleven, onteigend en tot vreemdeling verklaard, om vervolgens op transport gesteld te worden naar het westen. Als nieuwe bewoners komen dan grotendeels vluchtelingen uit de door Polen aan de Sovjet-Unie afgestane gebieden. Met hen wordt ook de universiteit van Lwów, het tegenwoordige Lviv, overgebracht, om de plaats in te nemen van de ontruimde Friedrich-Wilhelms-Universität.
Een halve eeuw na de oorlog woonden er weer evenveel mensen als in de vooroorlogse tijd. Zij hebben de oude stad deels herbouwd, nadat deze jarenlang in puin had gelegen en zelfs verder was gesloopt om stenen te verkrijgen voor de wederopbouw van Warschau.
Breslau was ook de stad waarin Rudolf Steiner de eerste impuls gaf voor de thans wereldwijde beweging voor biologisch-dynamische landbouw, in de vorm van een cursus van acht lezingen (juni 1924).

### Een complete metamorfose

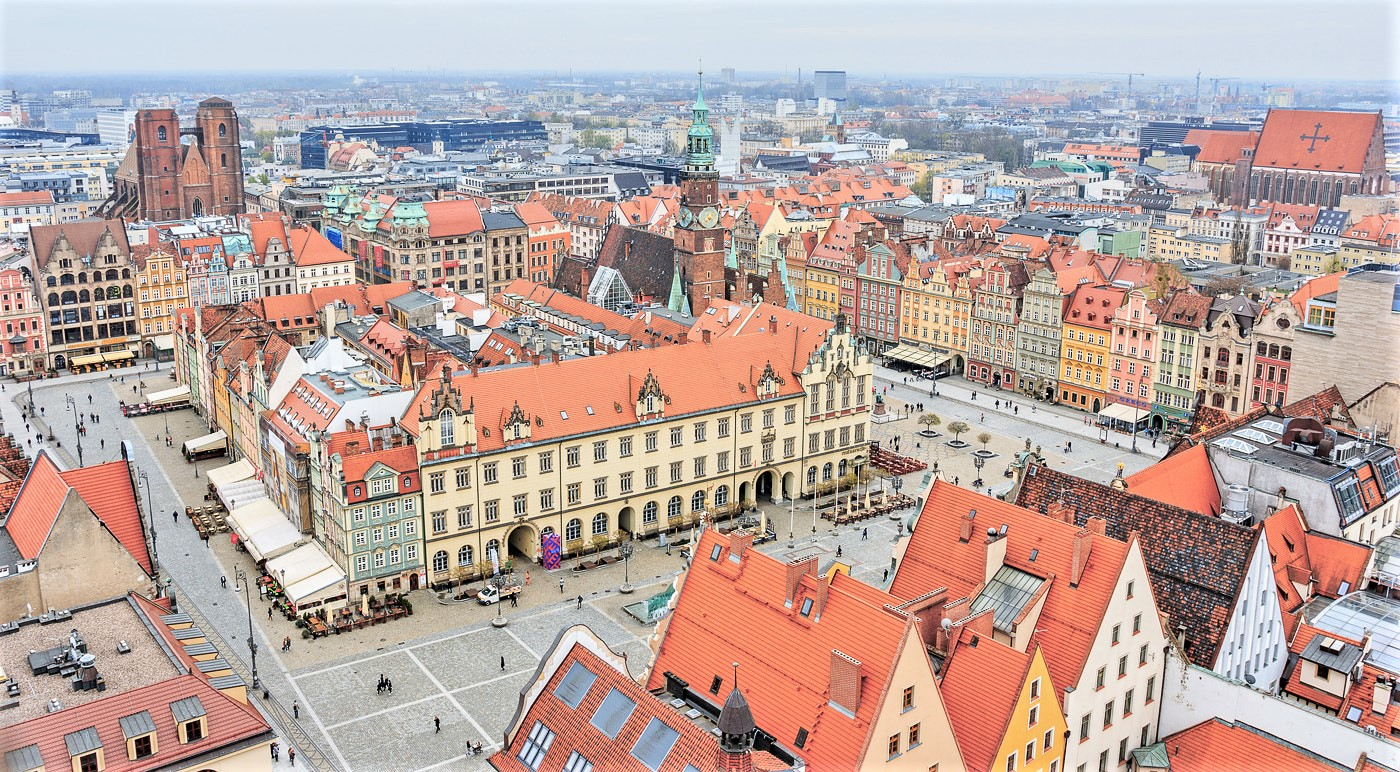
Centrum van Wrocław, zicht op de Magdalenakerk

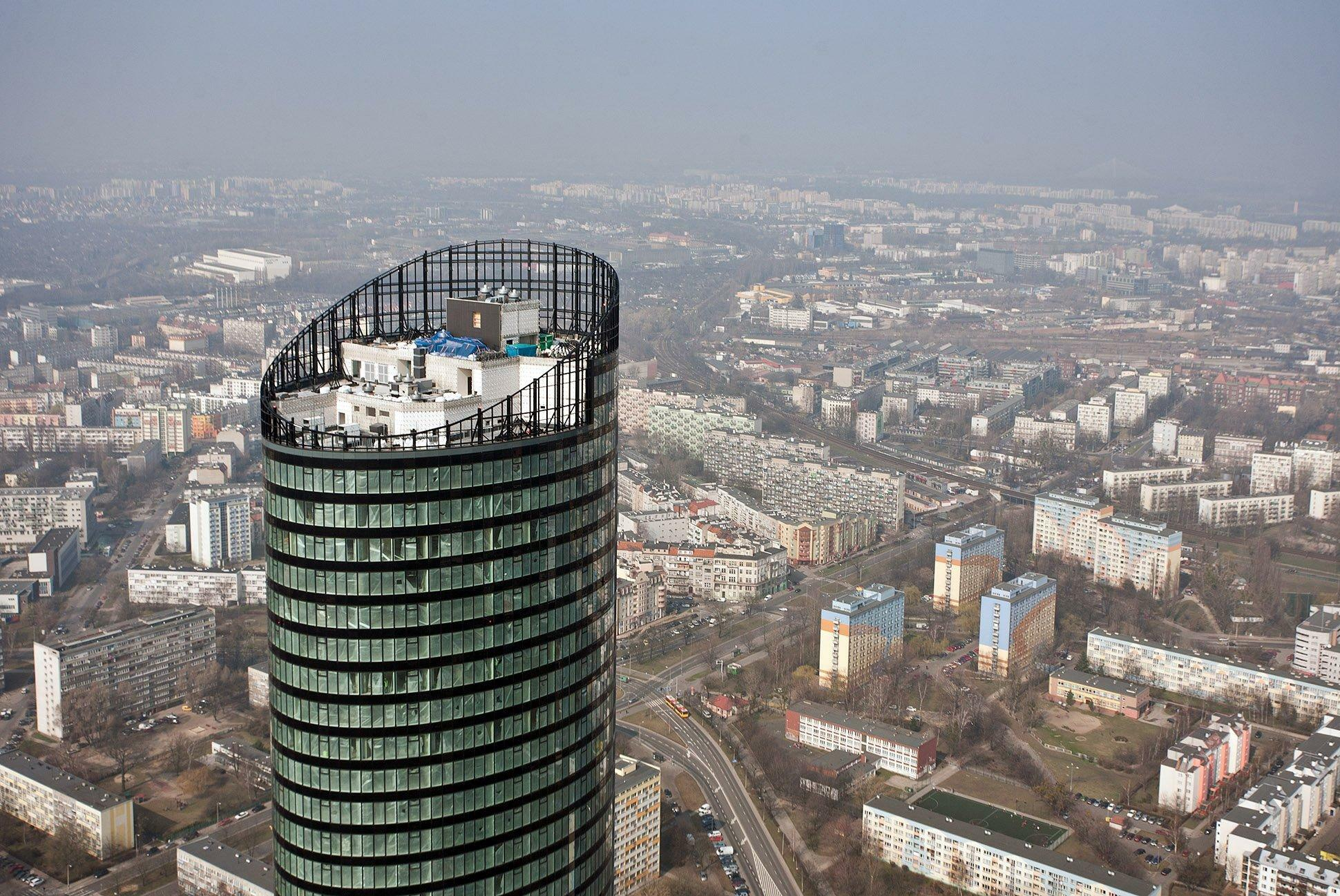
Sky Tower

Tot medio 1945 behoorde Breslau tot Duitsland en was het de hoofdstad van de provincie Neder-Silezië (Niederschlesien). De periode 1939-1945 bracht Breslau de deportaties van de weinige overgebleven joden en een verloren Tweede Wereldoorlog met zeer ingrijpende gevolgen. Voorafgegaan door een lange belegering slaagden de Sovjets erin het tot "Festung" uitgeroepen Breslau in te nemen. Daarvoor was een belangrijk deel van de historische binnenstad op bevel van Gouwleider Karl Hanke verwoest om er een landingsbaan voor de Luftwaffe aan te leggen. In het heetst van de strijd wist Hanke de stad te ontvluchten terwijl hij, paradoxaal genoeg, de bevolking had verboden deze te verlaten. Direct na het einde van de Tweede Wereldoorlog onderging Duitslands grootste stad ten oosten van Berlijn een complete metamorfose. Het nazistische Breslau veranderde in het communistische Wrocław, de hoofdstad van de nieuwe Poolse woiwodschap (provincie) Neder-Silezië (Dolny Śląsk).
Prioritair voor de Poolse autoriteiten was de huisvesting van nieuwe bewoners uit Centraal-Polen en uit de oostelijke Poolse provincies die waren geannexeerd door de Sovjet-Unie. Een deel van de nieuwe bevolking was afkomstig uit de verloren Oost-Poolse stad Lwów en bracht onder andere haar universiteit met het beroemde schilderwerk Panorama van Racławice mee naar de nieuwe leefomgeving. In het kader van de verpoolsing van Breslau werd vrijwel alles verwijderd wat in het openbare leven van een Duitse voorgeschiedenis van Breslau en de omringende gebieden getuigde. Niet alleen de geschiedenis werd etnisch en nationaal gezuiverd opdat het zou lijken alsof de stad altijd Pools en door Polen bewoond was geweest, maar ook de achtergebleven bevolking moest verdwijnen tijdens een massale logistieke operatie. In de beginfase gingen deze uitwijzingen met het nodige geweld gepaard en werden duizenden Duitsers stelselmatig omgebracht. Meisjes en vrouwen werden op grote schaal slachtoffer van verkrachtingen door Sovjet-militairen en leden van de Poolse militia. Overigens was de helft van de bevolking van Breslau al eerder naar het westen gevlucht uit angst voor het oprukkende Rode Leger, totdat Gauleiter Hanke het verbood. Vanaf 1946 werd de voedselvoorziening aan Duitse inwoners van de stad stopgezet, ter bevordering van hun bereidwilligheid om te vertrekken. De deportaties van Breslaus Duitse ingezetenen vonden plaats tot circa 1947, waarbij de Duitse functionarissen en technici van de nutsbedrijven zoals de water- en energievoorziening en het openbaar vervoer, en de specialisten in de industrie voorlopig nog van uitwijzing werden gevrijwaard om de stad zo goed mogelijk draaiende te kunnen houden (om de bovenarm moesten zij een witte band met zwart merkteken N = Niemcy ofwel Duitser dragen om als zodanig herkenbaar te zijn).
De verwoestingen van het nazibewind, de Tweede Wereldoorlog, de vlucht en de etnische zuivering van de oorspronkelijke Duitse bevolking en de door de Poolse Volksrepubliek gevoerde "poloniseringscampagne" hebben hun sporen in de stad nagelaten. Mede met het oog op het toeristenverkeer vanuit Duitsland werd het Duitse verleden na 1990 niet meer systematisch en krampachtig verzwegen door een politiek-correct Pools verleden. Maar in 2019 eiste de nationalistische regering in Warschau echter dat opnieuw in het openbaar de hand zou worden gehouden aan een correct Poolse historie van de stad, vooral tegenover buitenlanders die 'niet op verkeerde denkbeelden gebracht mochten worden' en moesten weten dat Wrocław in de loop der tijden en anderhalf duizend jaar lang altijd een Poolse stad was geweest en door Polen bewoond.

## Bevolking
Eind 2016 woonden er 637.683 inwoners in de stad Wrocław. De bevolking nam met 0,4% toe in het afgelopen jaar. Er werden 7106 kinderen geboren, terwijl er 6460 mensen stierven. Het geboorteoverschot bedraagt 646. Verder was het migratiesaldo positief en bedroeg +2028 mensen. Het geboortecijfer bedroeg 11,2‰, terwijl het sterftecijfer 10,1‰ was. De bevolkingsdichtheid is 2178 inwoners per vierkante kilometer.

## Bezienswaardigheden

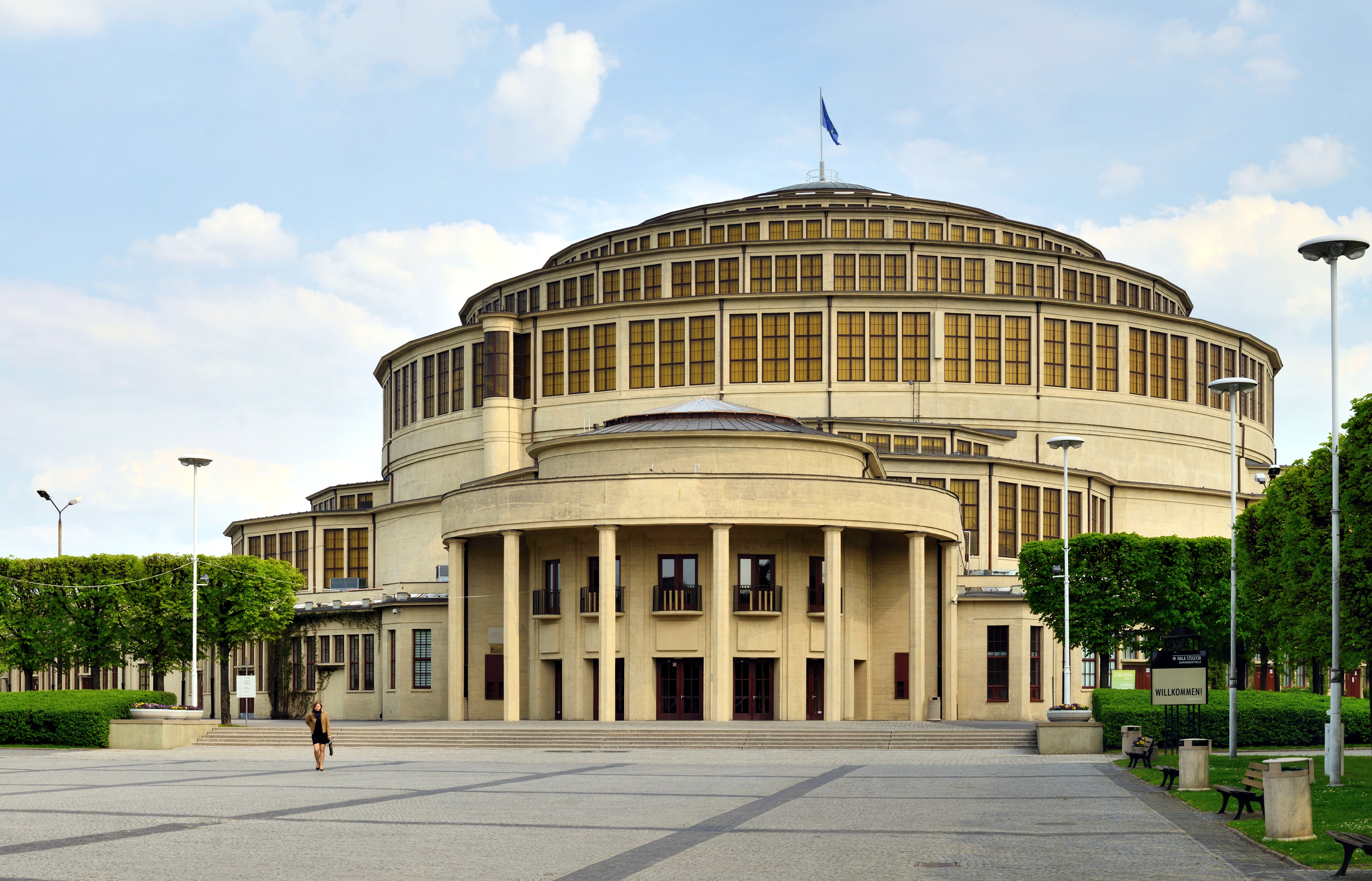
Hala Stulecia of Jahrhunderthalle in Wrocław.

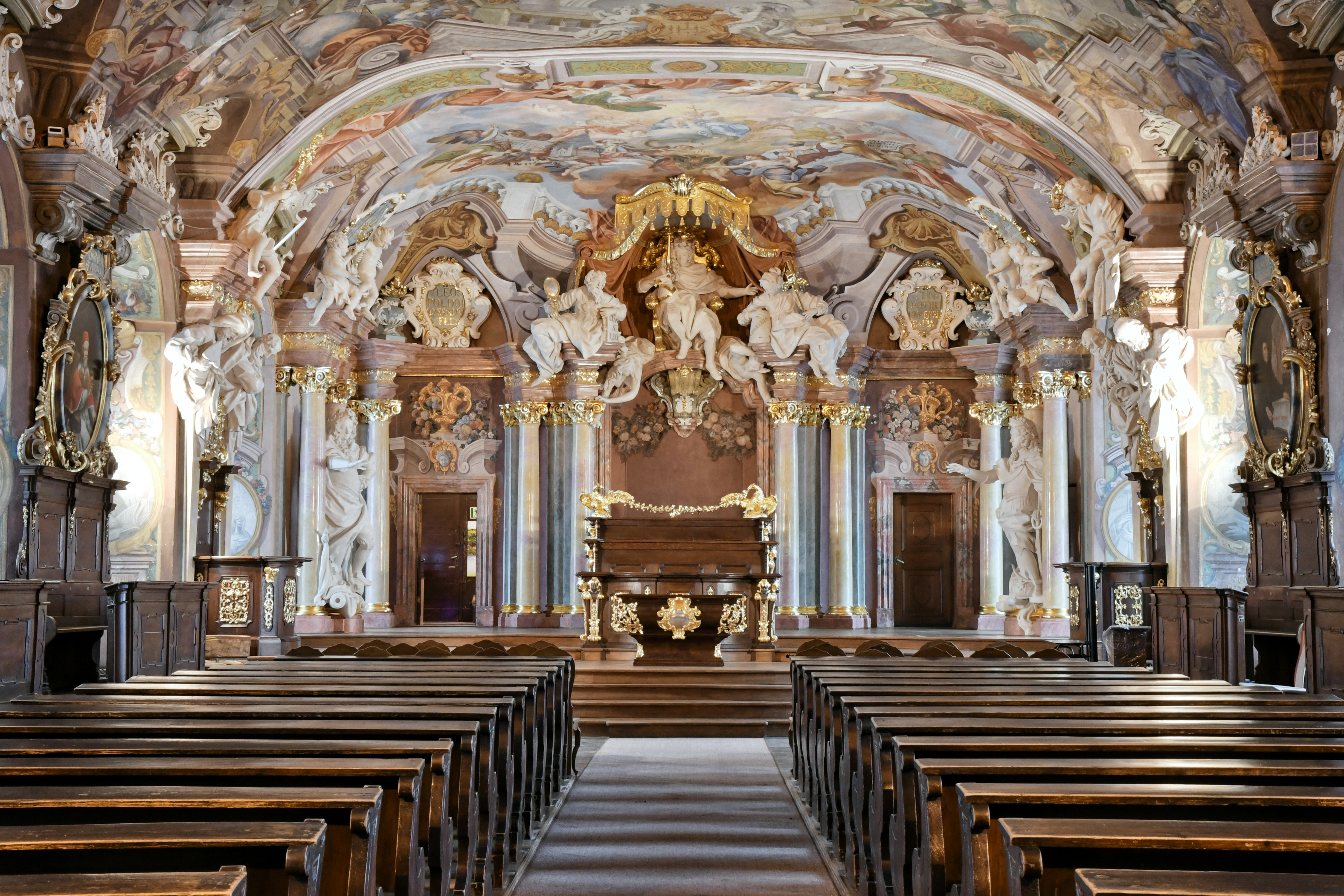
Aula Leopoldina

Aan het einde van en na de Tweede Wereldoorlog was 70 procent van de historische gebouwen verwoest. De belangrijkste zijn gerestaureerd of opnieuw opgebouwd. Al koos het nieuwe Poolse bestuur voor de afbraak van enkele historische gebouwen die te veel met de Pruisische geschiedenis van de stad verbonden waren. Men achtte ze niet passend in het Pools-nationale beeld. Onder de restauraties bevinden zich enkele opvallende (de Duitse naamgeving is vanwege haar historische betekenis tussen haken toegevoegd):
- Ratusz, (Rathaus, raadhuis midden op de Grote Ring (1471–1504), met daaromheen de gevelrijen van de patriciërshuizen langs het marktplein
- het koninklijke slot, in 1845 gebouwd als königliches Schloss door Friedrich August Stüler, 1970 afgebroken
- het nieuwe raadhuis, in 1858-'64 gebouwd als neues Rathaus door Friedrich August Stüler
- diverse gotische kerken waaronder:
  - Sint-Johanneskathedraal;
  - Sint-Elisabethkerk;
  - Maria Magdalenakathedraal;
  - Kolegiata Świętego Krzyża i św. Bartłomieja (Heilig-Kreuzkirche, 15de eeuw)
- Aula Leopoldina, onderdeel van het begin 18de eeuw in barokstijl gebouwde hoofdgebouw van de Universiteit van Wrocław
- Pałac królewski (het 18de-eeuwse Koninklijk Paleis van de Pruisische koning Frederik II)
- Wallenberg-Pachaly-Paleis (1785–1787)
- Stedelijk theater (als Stadttheater in 1841 in Pruisisch klassicisme gebouwd door Carl Ferdinand Langhans)
- Firmahuis, na 1945 Bank Zachodni WBK door Hans Poelzig gebouwd in 1911
- Dworzec Główny (Breslau Hauptbahnhof of Breslau Hbf.), het neogotische gebouw van het centraal station
- Hala Stulecia (Jahrhunderthalle), de imposante in 1913 geopende beurs- en evenementenhal van architect Max Berg, die sinds 2006 op de Werelderfgoedlijst staat
- Het huis Kameleon (als Kaufhaus Petersdorff gebouwd door Erich Mendelsohn, 1929)

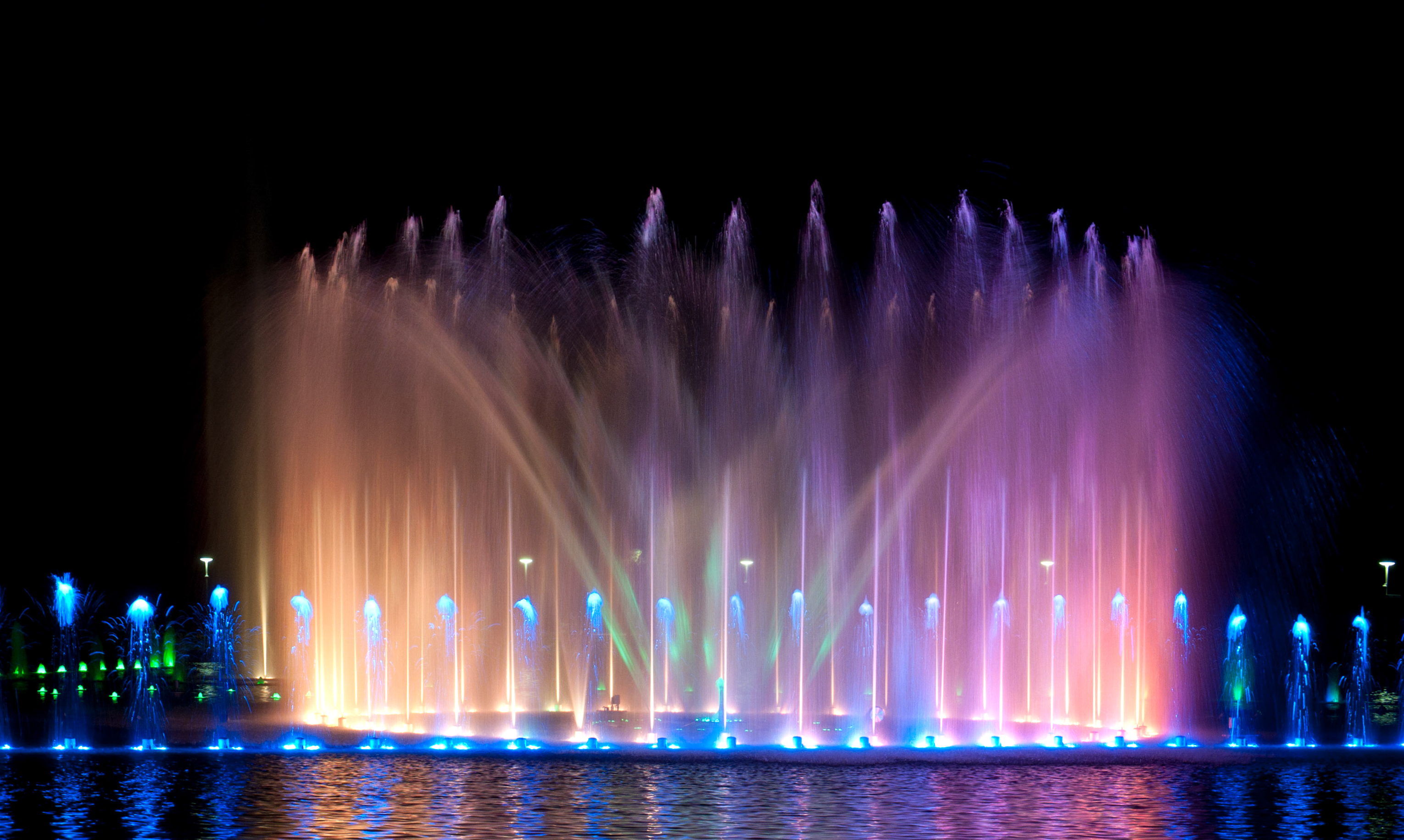
Wrocławska Fontanna

- Wrocławska Fontanna (Fechterbrunnen)
- Aquapark - grootste in Polen
- Panorama van Racławice
- Dierentuin - de oudste en grootste in Polen
- Hortus botanicus
- Japanse tuin
- Watertoren

### Kabouters
Ter ere van de actiegroep Oranje Alternatief zijn in Wrocław sinds 2001 kabouterbeelden geplaatst. Het aantal is opgelopen tot ruim zeshonderd.

## Sport

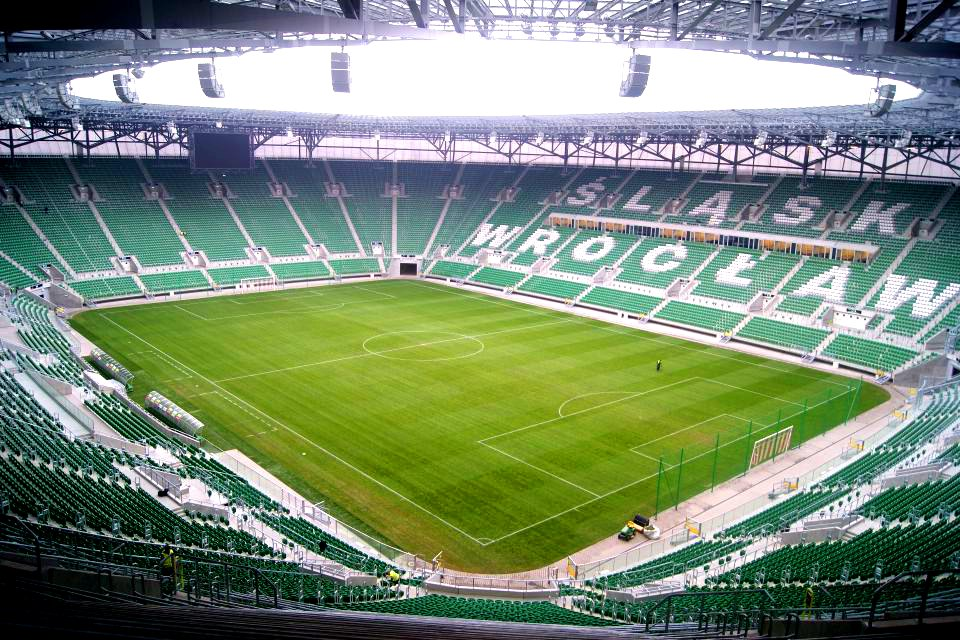
Stadion Miejski

Śląsk Wrocław is de grootste voetbalclub van de stad. De club speelt doorgaans in de hoogste klasse, in 1977 en 2012 won het de Poolse landstitel.
Voor de Tweede Wereldoorlog waren er veel meer clubs in Breslau en tot 1933 had de stad een eigen competitie die gold als een voorronde van de Zuidoost-Duitse voetbalbond. Een aantal clubs kon doorstoten naar de nationale eindronde, maar geen slaagde er ooit in de finale te bereiken. Nadat het nieuwe regime in 1933 de Silezische Gauliga had ingevoerd, kwam de Breslau tegenover sterkere streekgenoten te staan en moest ze de titel telkens aan teams uit Beuthen (nu Bytom) en Gleiwitz (nu Gliwice) laten. Na de oorlog waren met de vlucht en uitwijzing van de oorspronkelijke Duitse bevolking ook de spelers en hun clubs verdwenen en werden nieuwe clubs door de Poolse staat opgericht.
Wrocław was gastheer van Europees kampioenschap basketbal mannen 1963, Europees kampioenschap basketbal mannen 2009, Europees kampioenschap volleybal vrouwen 2009, Europees kampioenschap voetbal 2012. In 2016 was de stad een van de vier speelsteden tijdens het EK handbal (mannen).
Tevens was de stad de Culturele hoofdstad van Europa in 2016 en locatie van de Wereldspelen 2017.
De wedstrijden van Euro 2012 werden gespeeld in het Stadion Miejski waar thans Śląsk Wrocław haar wedstrijden speelt.
Sinds enige decennia wordt jaarlijks de Wrocław Marathon georganiseerd.

## Stedenbanden
- Breda (Nederland)
- Charlotte (Verenigde Staten)
- Dresden (Duitsland)
- Guadalajara (Mexico)
- Hradec Králové (Tsjechië)
- Kaunas (Litouwen)
- Lviv (Oekraïne)
- Ramat Gan (Israël)
- Vienne (departement) (Frankrijk)
- Wiesbaden (Duitsland)

## Aangrenzende gemeenten en plaatsen
- Czernica
- Długołęka
- Kąty Wrocławskie
- Kobierzyce
- Miękinia
- Oborniki Śląskie
- Siechnice
- Wisznia Mała

## Bekende personen uit Breslau/Wrocław

### Geboren in Breslau/Wrocław
- Zacharias Ursinus, latinisering van Zacharias Bär (1534-1583), calvinistisch theoloog, werkte mee aan de Heidelbergse Catechismus
- Angelus Silesius, latinisering van Johannes Scheffler (1624-1677), arts en na zijn bekering tot het katholicisme in 1653 mystiek dichter en theoloog
- Georg Daniel Speer (1636-1707) Duits componist en schrijver
- Friedrich von Gentz (1764-1832), antirevolutionair en anti-napoleontisch publicist, na 1812 diplomaat in Oostenrijkse dienst
- Friedrich Schleiermacher (1768-1834), theoloog van piëtistischen huize, en filosoof aan de universiteit van Berlijn
- Adolf zu Hohenlohe-Ingelfingen (1797-1873), Pruisisch militair en hoge bestuursambtenaar
- Karl Friedrich Lessing (1808-1880), landschapsschilder, voorloper van de Düsseldorfer Schule
- Adolph Friedrich Erdmann von Menzel (1815-1905), kunstschilder, illustrator en lithograaf
- Adolf Anderssen (1818-1879), schaker
- Maximilian Ferdinand Wocke (1820–1906), entomoloog
- August Meitzen (1822-1910), statisticus
- Ferdinand Lassalle (1825-1864), Duits socialistisch theoreticus en partij organisator. Tegenstrever van Karl Marx
- Salomon Jadassohn (1831-1902), componist (onder verschillende pseudoniemen), dirigent en muziekleraar
- Eugen Füllner (1853-1925), Duits industrieel, filantroop
- Johann von Dallwitz (1855-1919), hoge bestuursambtenaar in het Duitse Keizerrijk
- Siegbert Tarrasch (1862-1934), schaker
- Charles Proteus Steinmetz (1865–1923), wiskundige en elektrotechnisch ingenieur
- Fritz Haber (1868-1934), Duits chemicus (uitvinder Zyklon B en mosterdgas) en Nobelprijswinnaar (1918)
- Arthur Korn (1870-1945), Duits natuurkundige en uitvinder van de fotografische faxmachine
- Ernst Cassirer (1874-1945), filosoof
- Emil Ludwig (1881-1948), oorspronkelijk Cohn, journalist en literator, week om zijn Joodse geloofsachtergrond in 1932 uit
- Max Born (1882-1970), Duits-Brits wis-, natuurkundige en Nobelprijswinnaar (1954)
- Friedrich Bergius (1884–1949), Duits scheikundige en Nobelprijswinnaar (1931)
- Nikolaus von Falkenhorst (1885-1968), Wehrmacht-generaal tijdens de Tweede Wereldoorlog
- Otto Klemperer (1885-1973), later in Berlijn werkzame dirigent van wereldfaam, week in 1933 uit naar Amerika vanwege zijn Joodse achtergrond
- Günter Dyhrenfurth (1886-1975), Duits-Zwitsers bergbeklimmer en geoloog
- Willy Cohn (1888-1941), joods historicus, bekend vanwege zijn dagboeken over de Jodenvervolging in Breslau
- Edith Stein (1891-1942), filosofe van Joodse afkomst die zich bekeerde tot het katholicisme en intrad als karmelietes (zuster Teresa Benedicta van het Kruis); vermoord door de nationaalsocialisten
- Hettie Dyhrenfurth (1892-1972), Duits-Zwitsers alpiniste en olympisch prijswinnares
- Manfred von Richthofen (1892-1918), succesvolle jachtvlieger van de Duitse luchtmacht in de Eerste Wereldoorlog. De kleur van zijn toestel gaf hem de bijnaam 'Der Rote Baron'
- Norbert Elias (1897-1990), Duits socioloog, week om zijn Joodse geloofsachtergrond uit naar Engeland
- Fritz Blaschke, (1899-1968), voetballer
- Fritz London (1900-1954), Duits-Amerikaans theoretisch natuurkundige
- Dietrich Bonhoeffer (1906-1945), luthers theoloog en predikant. Deelnemer aan het verzet tegen nazi-Duitsland. Geïnterneerd en geëxecuteerd aan het einde van de oorlog
- Kurt Lischka (1909-1987), hoofd van de Gestapo in Parijs
- Hans Pischner (1914-2016), Duits klavecinist, muziekwetenschapper, opera-intendant en politicus
- Anita Lasker-Wallfisch (1925), Duits-Brits celliste en holocaustoverlevende
- Klaus Roth (1925-2015), Duits-Brits wiskundige
- Ignatz Bubis (1927-1999), oud-voorzitter van de Zentralrat der Juden in Duitsland
- Hubertus Guske (1930), communistisch politicus in de DDR
- Reinhard Selten (1930-2016), Duits econoom en Nobelprijswinnaar (1994)
- Sylvia de Leur (1933-2006), Nederlands actrice en cabaretière
- Joachim Meisner (1933-2017), rooms-katholiek kardinaal-aartsbisschop van het aartsbisdom Keulen
- Lothar Buchmann (1936-2023), voetballer en voetbaltrainer
- Peter Lustig (1937-2016), televisiepresentator en kinderboekenschrijver
- Josef Piontek (1940), voetballer en trainer
- Wolfgang Thierse (1943), academicus in de DDR, na 1990 SPD-politicus
- Jan Tomaszewski (1948), voetballer
- Grażyna Rabsztyn (1952), atlete
- Ryszard Tarasiewicz (1962), voetballer en voetbalcoach
- Mateusz Morawiecki (1968), bankier en politicus; sinds 2017 premier van Polen
- Natalia Avelon (1980), Pools-Duits actrice
- Rafał Omelko (1989), atleet
- Damian Sylwestrzak (1992), voetbalscheidsrechter